# Luis Manuel Orejuela
Luis Manuel Orejuela García (Cáli, 20 de agosto de 1995) é um futebolista colombiano que atua como lateral-direito. Atualmente joga pelo Deportivo Cali.

## Carreira

### Deportivo Cali
Formado nas categorias de base do Deportivo Cali, Orejuela começou sua carreira no ano de 2014.

### Ajax
Em 8 de agosto de 2017, foi vendido por 3,6 milhões de euros ao Ajax. Estreou pelo clube holandês em 20 de setembro do mesmo ano, numa goleada por 5–1 contra o Scheveningen, pela Copa dos Países Baixos, onde atuou durante toda a partida.

### Cruzeiro
Em janeiro de 2019, foi emprestado pelo Ajax ao Cruzeiro. Orejuela estreou no dia 23 de janeiro, na vitória por 1–0 sobre o Patrocinense, no Mineirão, em partida válida pelo Campeonato Mineiro.
Marcou seu primeiro gol pela equipe celeste no dia 26 de outubro, num empate por 1–1 contra o Fortaleza, em jogo válido pela 28ª rodada do Campeonato Brasileiro.
Em dezembro de 2019, o Cruzeiro realizou o pagamento de 1,5 milhão de euros (cerca de 6 milhões de reais) ao Ajax, e adquiriu 50% dos direitos econômicos do jogador de 24 anos. A Raposa tinha preferência para acertar a aquisição até o fim do dia 31 de dezembro.

### Grêmio
Foi contratado pelo Grêmio no dia 17 de janeiro de 2020, chegando por empréstimo junto ao Cruzeiro e assinando até o final do ano.
Realizou sua estreia pelo Tricolor no dia 3 de fevereiro, entrando aos 34 minutos do segundo tempo numa goleada por 5–0 contra o Esportivo, pela primeira fase do Campeonato Gaúcho.

### São Paulo
Foi anunciado como novo reforço do São Paulo no dia 3 de março de 2021. O tricolor paulista exerceu 50% dos direitos do jogador que pertenciam ao Cruzeiro, seu clube anterior. Os outros 50% seguiram pertencendo ao Ajax. Os valores da transferência não foram divulgados.
Na sua estreia pela Copa Libertadores da América, o lateral marcou o único gol do time no empate por 1–1 contra o Rentistas, do Uruguai, em jogo realizado no Estádio Centenario.

### Retorno ao Grêmio
Em 23 de dezembro de 2021, foi anunciado seu retorno ao Grêmio, assinando por empréstimo até o fim de 2022.
No dia 21 de março de de 2022, pouco menos de quatro meses após o acerto, o clube gaúcho acertou a rescisão do empréstimo de Orejuela.

### Athletico Paranaense
Em 22 de março de 2022, um dia após a rescisão com o Grêmio, Orejuela acertou com o Athletico Paranaense e assinou por empréstimo até o fim do ano.
Marcou seu primeiro gol pelo clube no dia 25 de junho, numa partida contra o Bragantino, válida pelo Campeonato Brasileiro. Titular na ocasião, o lateral-direito anotou o segundo gol do Furacão aos 16 minutos do primeiro tempo, numa vitória por 4–2 na Arena da Baixada.
Ao final do ano, Orejuela encerrou sua passagem pelo Athletico. No total, o jogador atuou em 19 partidas entre o Brasileirão e a Libertadores.

## Títulos
Deportivo Cali
- Superliga da Colômbia: 2014[16]
- Campeonato Colombiano: 2015 (Apertura)[16]

Jong Ajax
- Eerste Divisie: 2017–18[16]

Cruzeiro
- Campeonato Mineiro: 2019

Grêmio
- Taça Francisco Novelletto: 2020
- Campeonato Gaúcho: 2020

São Paulo
- Campeonato Paulista: 2021

### Prêmios individuais
- Troféu Guará: 2019